# Trest smrti v Laosu
Trest smrti v Laosu je legální forma trestu. Mezi hrdelní zločiny patří v Laosu vražda, terorismus, ilegální obchod s drogami, držení drog, loupež, únos, překážení důstojníkovi ve výkonu jeho veřejné povinnosti a způsobení jeho smrti či tělesnému postižení, narušování průmyslu, obchodu, zemědělství nebo jiných ekonomických činností s úmyslem podkopat národní hospodářství, velezrada a špionáž. V Laosu jsou odsouzenci popravováni zastřelením popravčí četou. Poslední známá poprava se v Laosu konala v roce 1989.